# Daiki Satō (Fußballspieler, 1999)
Daiki Satō (japanisch 佐藤 大樹 Satō, Daiki; * 23. April 1999 in Ebetsu, Hokkaidō) ist ein japanischer Fußballspieler.

## Karriere
Daiki Satō erlernte das Fußballspielen in der Jugendmannschaft von Hokkaido Consadole Sapporo sowie in der Universitätsmannschaft der Hōsei-Universität. Seit Ende April 2021 ist er von der Universität an den FC Machida Zelvia ausgeliehen. Der Verein aus Machida, einer Stadt in der Präfektur Tokio, spielt in der zweiten japanischen Liga, der J2 League. Sein Zweitligadebüt gab Daiki Satō am 3. Juli 2021 (21. Spieltag) im Auswärtsspiel gegen den Tochigi SC. Hier wurde er in der 83. Minute für Shūta Doi eingewechselt. Das Spiel endete 1:1. Nach der Ausleihe wurde er am 1. Februar 2022 fest von Machida unter Vertrag genommen. 2022 bestritt er acht Ligaspiele. Ende Mai 2023 wechselte er auf Leihbasis zum Drittligisten YSCC Yokohama nach Yokohama. Hier bestritt er 26 Ligaspiele. Direkt im Anschluss wurde er zu Beginn der Saison 2024 an den Zweitligisten Blaublitz Akita ausgeliehen.